# Parque de la Independencia (Rosario)

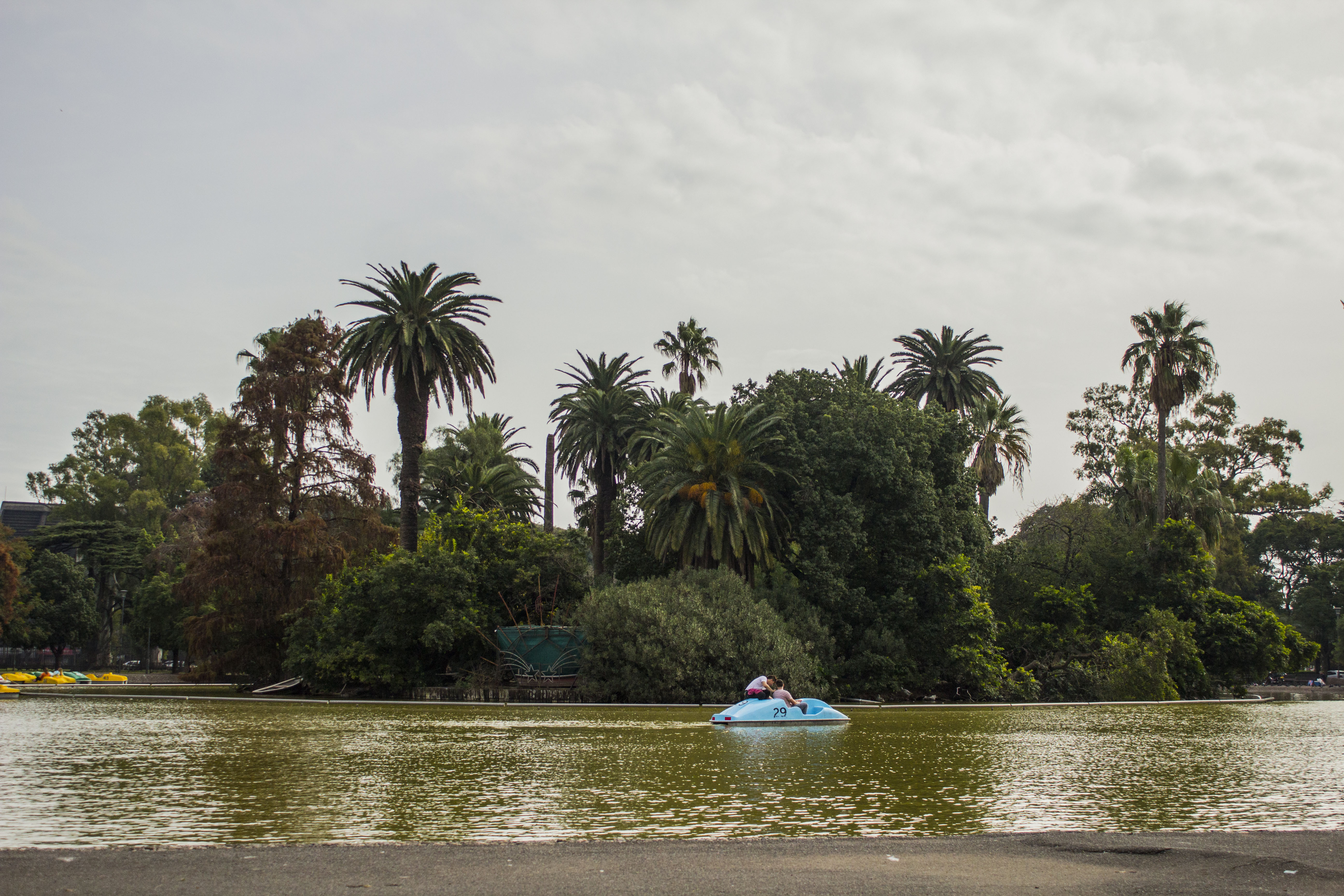
Vista del parque.

Plano básico de Rosario, en verde el Parque, y en rojo las calles importantes. Ver vista satelital.

El Parque de la Independencia es un parque público de Rosario, provincia de Santa Fe, Argentina.
Se encuentra en el centro geográfico de la urbe, delimitado por calle Moreno y tres importantes avenidas: avenida Pellegrini, avenida Ovidio Lagos y bulevar 27 de Febrero. Está atravesado de sur a norte por el bulevar Oroño. Tiene una superficie de 1,26 km² e incluye:
- Un lago artificial, conocido popularmente como "el laguito", que puede recorrerse en lanchas (originalmente un pequeño vapor) o botes de remos y de pedales. En su centro se encuentra una fuente de aguas danzantes. Allí se realizaron las ceremonias de Apertura y de Clausura de los  Juegos Suramericanos de la Juventud de 2022.
- El Rosedal, sector que data de 1915, con abundantes especies de rosas, esculturas y fuentes. Desde 2017 la Municipalidad y el gobierno provincial habilitaron este espacio para la realización de casamientos .
- La Fuente de Cerámica donada por la comunidad de residentes españoles en 1936. Se la considera la mayor del mundo en su tipo.
- El Jardín Francés, de 1942, con  arriates florales, árboles y una gran fuente de mármol.
- El Calendario, donde todas las tardes, desde 1946, los jardineros modifican los macizos de flores para mostrar el día del año y la fecha.
- Un área reservada para eventos, inicialmente  exposiciones de ganadería, y luego ampliada a la industria y el comercio.
- El Hipódromo de Rosario, perteneciente al Jockey Club local, se inauguró el 8 de diciembre de 1901. Este hipódromo fue uno de los primeros en oficiar carreras nocturnas en Argentina. [1]
- El Museo de la Ciudad de Rosario, ubicado en una antigua casa que había funcionado desde 1902 como "Escuela de Aprendices Jardineros".
- El Estadio Municipal Jorge Newbery, de 1925, el primer club público estatal de Argentina.
- El Museo Municipal de Bellas Artes Juan B. Castagnino, abierto en 1937.
- El Museo Histórico Provincial Dr. Julio Marc, de 1939.
- El Jardín de los Niños, un área de 3,5 hectáreas con divertimientos y facilidades educacionales (ex Zoológico Municipal).
- Un parque de atracciones mecánicas llamado International Park, el único que poseía la ciudad, desmantelado en 2013, después de un trágico accidente. Un parque similar, mucho más pequeño, se encuentra ubicado frente al Estadio Marcelo Bielsa.

El Parque alberga a tres clubes deportivos:
- Club Atlético Newell's Old Boys, equipo de Primera División de Argentina y  su Estadio Marcelo Bielsa.
- Club Gimnasia y Esgrima de Rosario.
- Club Atlético Provincial que desde 1915 se encuentra en su ubicación actual, delimitada por el bulevar 27 de febrero, calle Pueyrredón, Avenida Dante Alighieri y el estadio municipal.

Según los premios Travellers Choice 2013, que otorga Tripavisor sobre la base de votos de los turistas, ocupa el puesto décimo octavo entre los veinticinco parques más populares de América del Sur .

## Historia

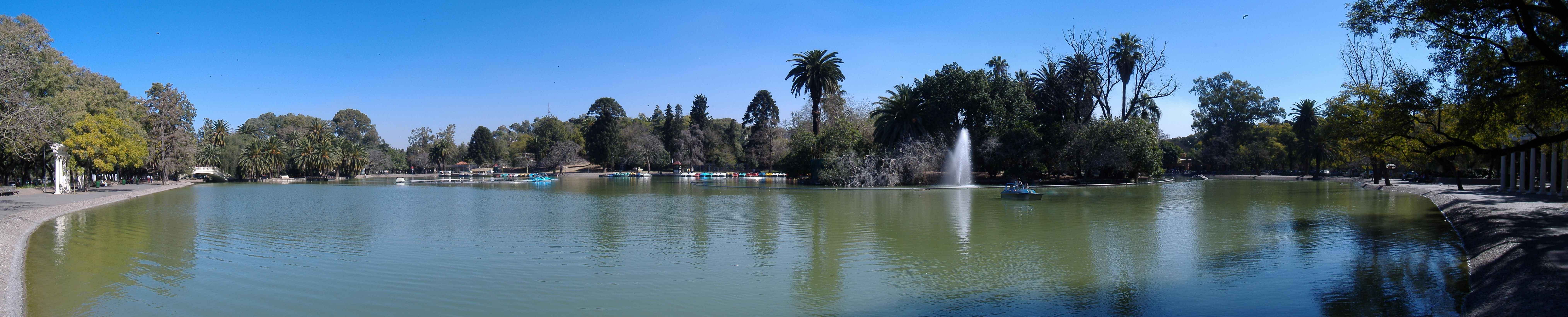
Vista panorámica del lago artificial.

El Parque de la Independencia fue el primer parque de la ciudad, inaugurado el 1 de enero de 1902. Su origen se vincula a cuatro plazas públicas en
la intersección de dos nuevos amplios bulevares, el "Bv. Santafesino" y el "Bv. Argentino" (actuales Bv. Oroño y Av. Pellegrini). Las cuatro plazas se llamaban "Independencia".
En 1900, el gobierno provincial autorizó a la municipalidad, presidida por el intendente Luis Lamas, a expropiar las tierras circundantes para crear un nuevo parque. Los planos fueron realizados por el paisajista Carlos Thays (ya conocido por su trabajo en el Jardín Botánico de Buenos Aires, y muchos otros). En 1901 la municipalidad compró los terrenos y se trazaron las avenidas y las calles internas. También se excavó, con mano de obra de los reos de la cárcel cercana, un lago artificial  con cuya tierra se levantó una pequeña colina artificial (llamada La Montañita). Ese año, conmemorando el primer Festival del Árbol, los alumnos de las escuelas rosarinas plantaron seis mil ejemplares de diversas especies arbóreas.

## Galería de imágenes

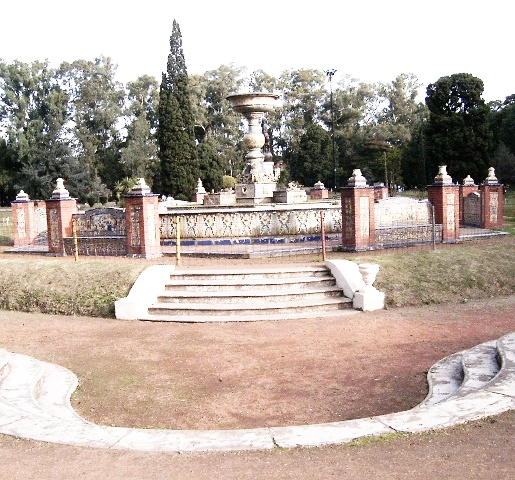
Fuente de cerámica donada por la Comunidad Española
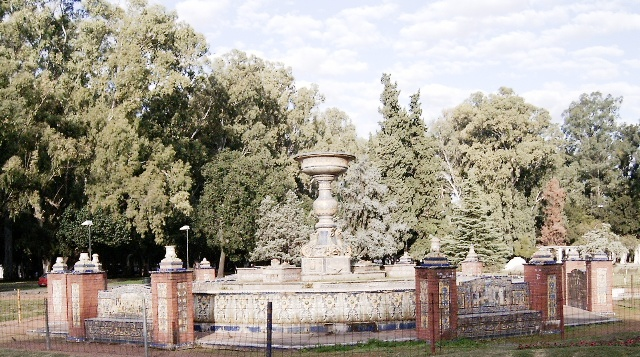
Fuente de cerámica donada por la Comunidad Española
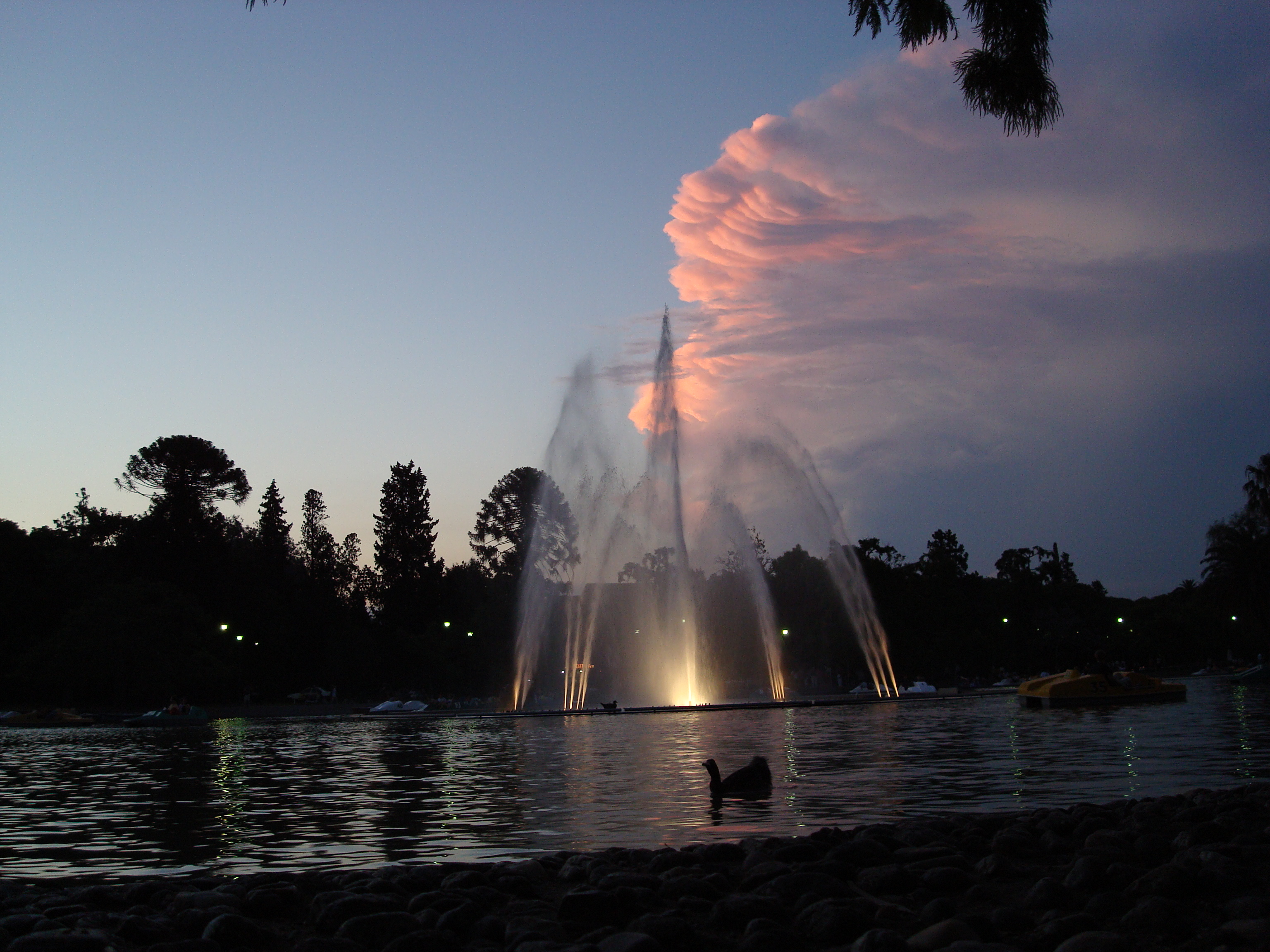
Aguas danzantes al atardecer
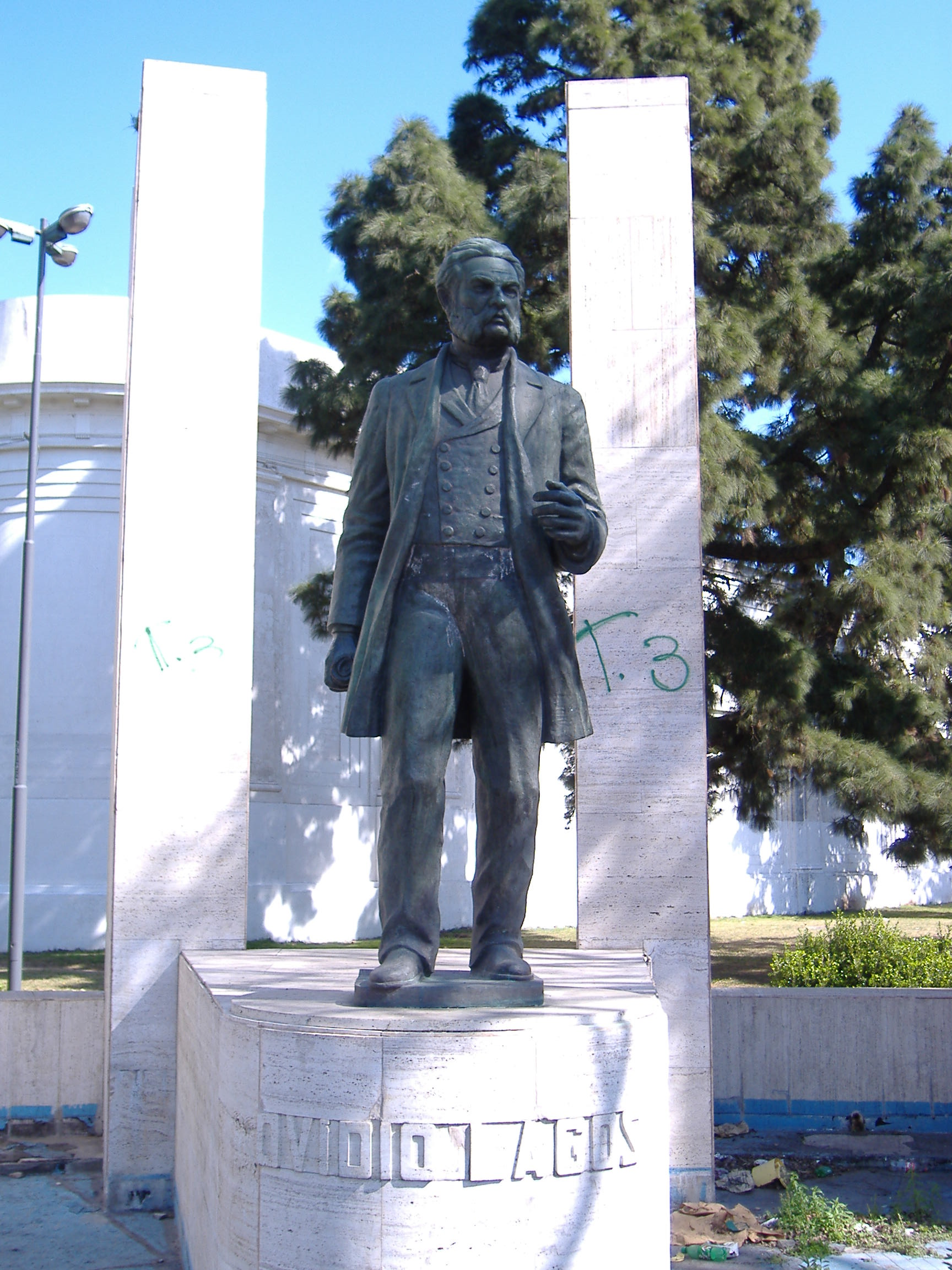
Monumento a Ovidio Lagos, fundador del diario "La Capital"
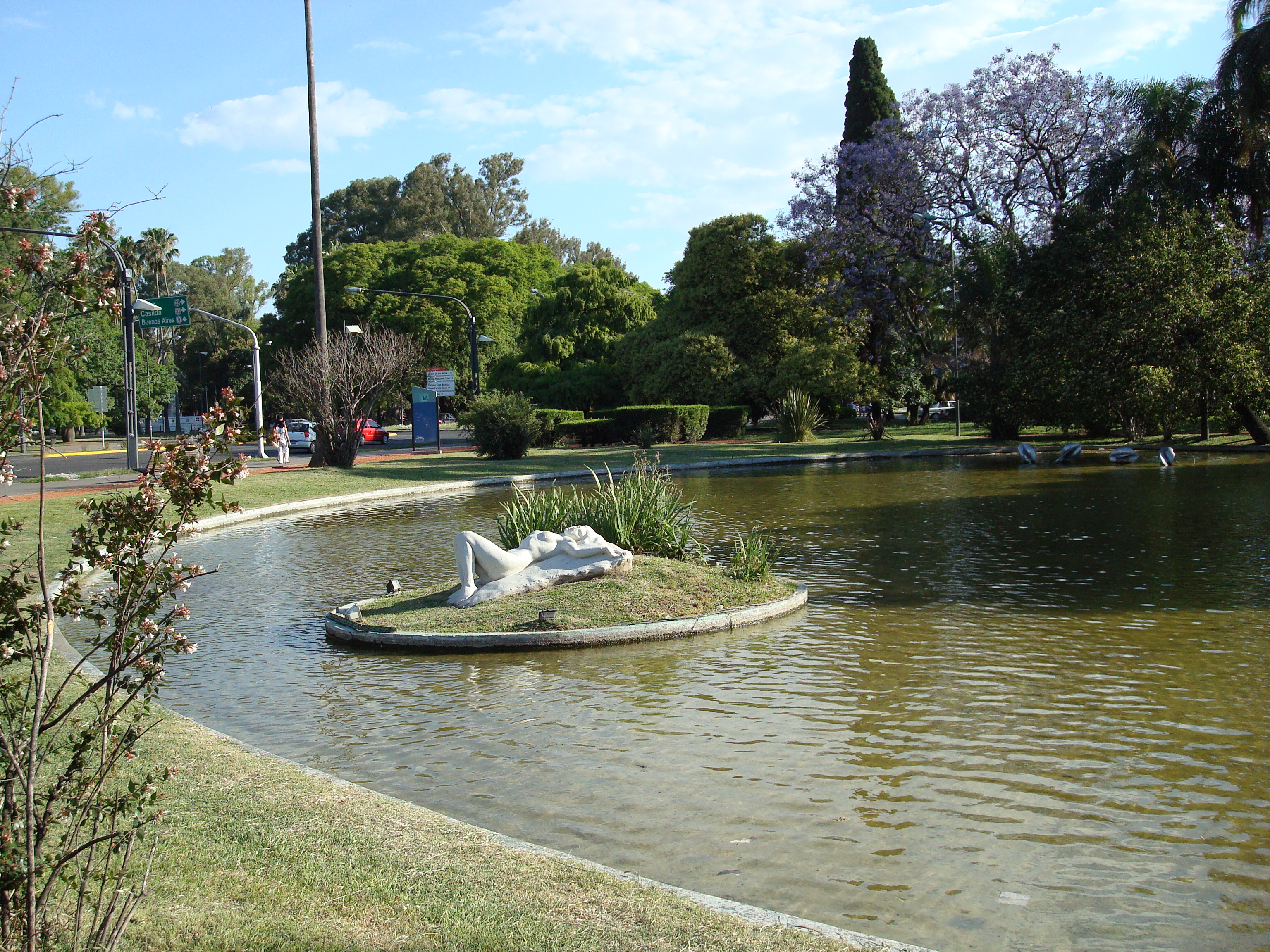
Lago pequeño en el ingreso al parque
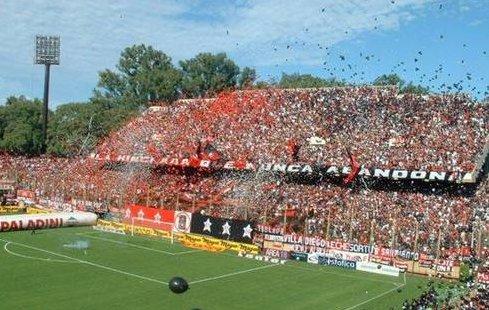
Estadio El Coloso del Parque
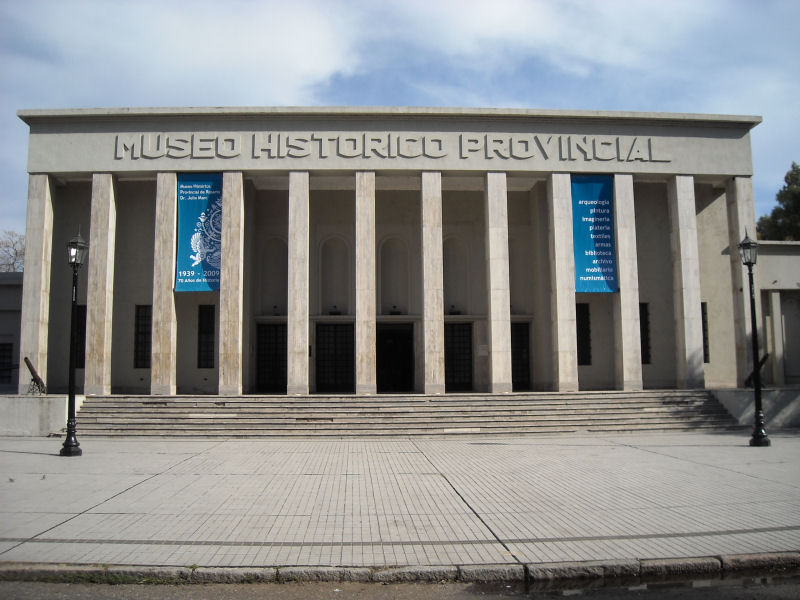
Fachada del Museo Histórico Provincial "Dr. Julio Marc"
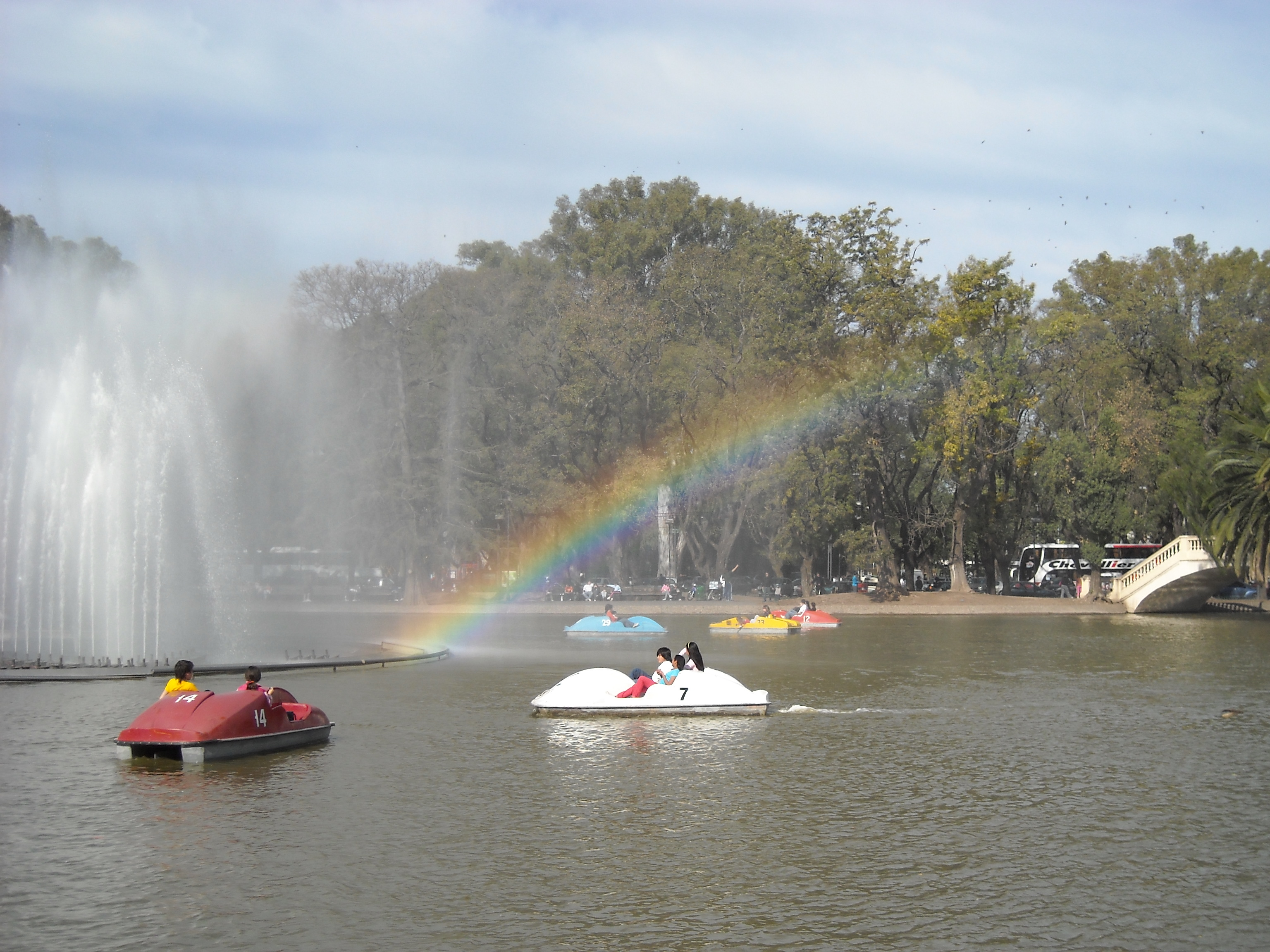
Lanchas a pedal en el laguito.
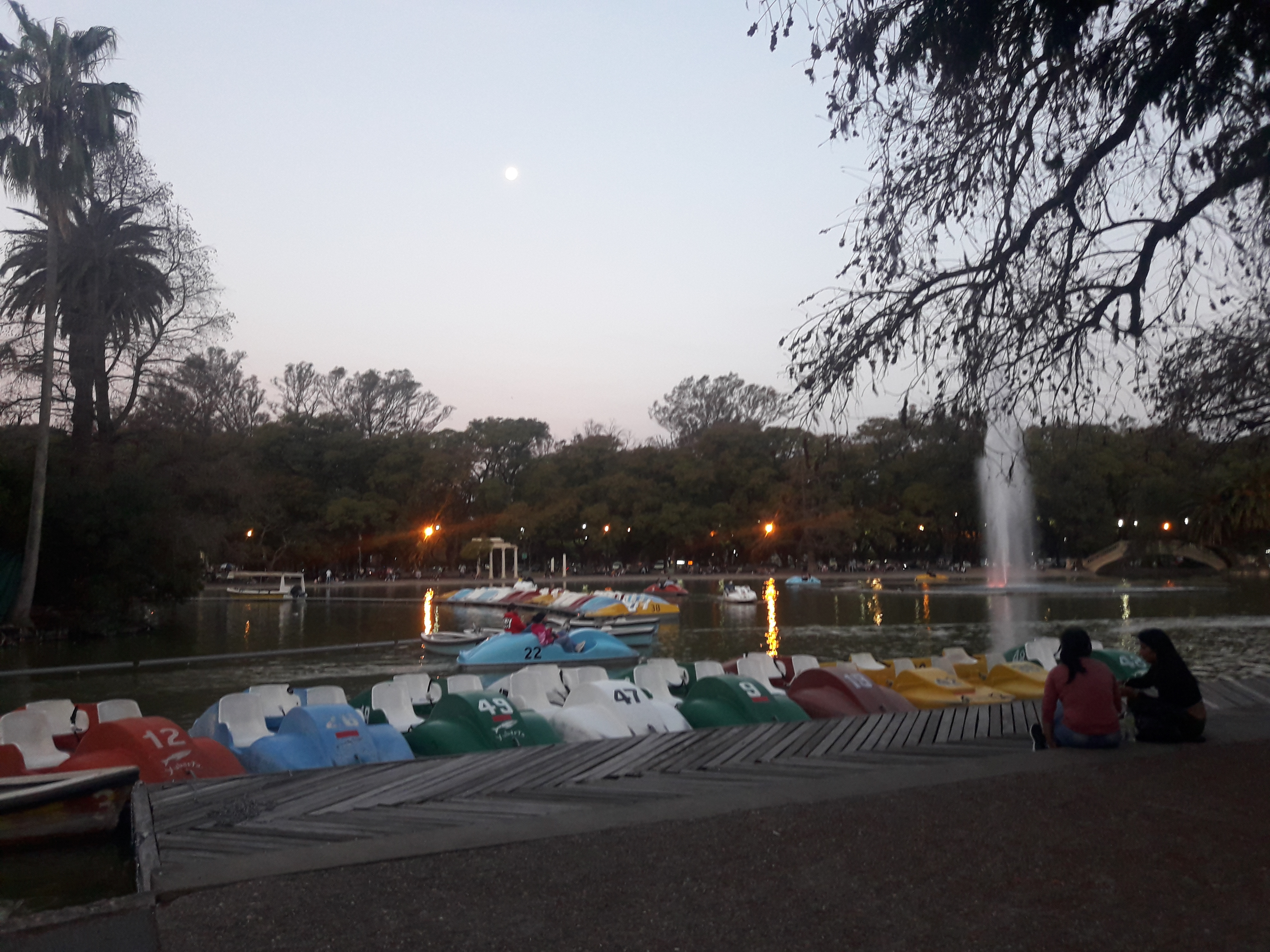
El laguito